# Дхалай
Дхалай (англ. Dhalai) — округ в индийском штате Трипура. Был образован 14 апреля 1995 года из части территории округа Северная Трипура. Административный центр — город Амбасса. Площадь округа — 2523 км². По данным всеиндийской переписи 2001 года население округа составляло 307 868 человек. Уровень грамотности взрослого населения составлял 60,9 %, что немного выше среднеиндийского уровня (59,5 %). Доля городского населения составляла 6,1 %.